# チーズとピクルスのサンドイッチ
チーズとピクルスのサンドイッチ（英: Cheese and pickle sandwich）は、イギリスのサンドイッチである。チーズとチャツネのサンドイッチ（英: cheese and chutney sandwich）またはプラウマンズランチに似ていることからプラウマンズ・サンドイッチ（英: ploughman's sandwich）としても知られている。
その名の通り、スライスチーズまたは粉チーズ(通常はチェダーチーズ)とピクルス（甘酸っぱいチャツネ。最も有名なブランドはブランストンである）を2枚のパンに挟んで作られる。パンの内側にはバターまたはマーガリンを塗り、レタスやルッコラといったサラダの具材を入れる場合もある。
ドイツのディスカウントストアチェーンのAldiによる非公式の世論調査では、イギリス人に最も好まれているとの回答結果が判明した。ジェイミー・オリバー、アントニー・ウォーラル・トンプソン、ヘアリィ・バイカーズといった有名シェフがサンドイッチの独自レシピを開発している。オリバーは、サンドイッチの人気が「チーズのクランチと滑らかで柔らかいチーズが完璧に補完し合い、ピクルスの酸味とチーズの豊かさが調和している」ことに起因すると主張している。